# Österrike i olympiska sommarspelen 1984
Österrike deltog med 102 deltagare vid de olympiska sommarspelen 1984 i Los Angeles. Totalt vann de tre medaljer.

## Medaljer

### Guld
- Peter Seisenbacher - Judo

### Silver
- Andreas Kronthaler - Skytte

### Brons
- Josef Reiter - Judo

## Boxning
Weltervikt
- Konrad König
  1. Första omgången — Bye
  2. Andra omgången — Förlorade mot Khemais Refai (Tunisien), RSC-1

Supertungvikt
- Olaf Mayer
  1. Första omgången — Förlorade mot Peter Hussing (Västtyskland), 0:5

## Bågskytte
Damernas individuella
- Ursula Valenta — 2395 poäng (→ 32:a plats)

## Cykling
Damernas linjelopp
- Johanna Hack → 26:e plats
- Hilde Dobiasch → 38:e plats

## Friidrott
Herrarnas maraton
- Gerhard Hartmann
  - Final — fullföljde inte (→ ingen placering)

Herrarnas tiokamp
- Georg Werthner
  - Final — 8028 poäng (→ 9:e plats)

Herrarnas 20 kilometer gång
- Martin Toporek
  - Final — 1:33:58 (→ 29:e plats)

Herrarnas släggkastning
- Johann Lindner
  - Kval — 71,28 m (→ gick inte vidare)

Herrarnas kulstötning
- Erwin Weitzl
  - Kval — 18,96 m (→ gick inte vidare)

## Fäktning
Herrarnas florett
- Robert Blaschka
- Joachim Wendt
- Georg Somloi

Herrarnas florett, lag
- Joachim Wendt, Dieter Kotlowski, Georg Somloi, Robert Blaschka, Georg Loisel

Herrarnas värja
- Arno Strohmeyer
- Hannes Lembacher

Herrarnas sabel
- Hanns Brandstätter

## Handboll
Damer
| Rank   | Lag          | Pld | W | D | L | GF  | GA  | Poäng |  | Socialistiska federativa republiken Jugoslavien | Sydkorea | Kina  | USA   | Västtyskland | Österrike |
| ------ | ------------ | --- | - | - | - | --- | --- | ----- |  | ----------------------------------------------- | -------- | ----- | ----- | ------------ | --------- |
| Gold   | Jugoslavien  | 5   | 5 | 0 | 0 | 143 | 102 | 10    |  | X                                               | 29:23    | 31:25 | 33:20 | 20:19        | 30:15     |
| Silver | Sydkorea     | 5   | 3 | 1 | 1 | 125 | 119 | 7     |  | 23:29                                           | X        | 24:24 | 29:27 | 26:17        | 23:22     |
| Bronze | Kina         | 5   | 2 | 1 | 2 | 112 | 115 | 5     |  | 25:31                                           | 24:24    | X     | 22:25 | 20:19        | 21:16     |
| 4.     | Västtyskland | 5   | 2 | 0 | 3 | 91  | 100 | 4     |  | 19:20                                           | 17:26    | 19:20 | 18:17 | X            | 18:17     |
| 5.     | USA          | 5   | 2 | 0 | 3 | 114 | 123 | 4     |  | 20:33                                           | 27:29    | 25:22 | X     | 17:18        | 25:21     |
| 6.     | Österrike    | 5   | 0 | 0 | 5 | 91  | 117 | 0     |  | 15:30                                           | 22:23    | 16:21 | 21:25 | 17:18        | X         |

## Modern femkamp
Herrarnas individuella tävling
- Michael Billwein — 4760 poäng (→ 32:a plats)
- Ingo Peirits — 3682 poäng (→ 51:a plats)
- Horst Stocker — 3432 poäng (→ 52:a plats)

Herrarnas lagtävling
- Billwein, Peirits och Stocker — 11874 poäng (→ 17:e plats)